# Mortel Été

Mortel Été est un téléfilm français réalisé par Denis Malleval en 2012 et diffusé sur France 2 le 19 juin 2013.

## Synopsis
Dans un petit village tranquille de Neupart-sur-Rhône en Camargue, Julie s'ennuie avec la chaleur écrasante de l'été et de son époux Simon, un garagiste désœuvré, qui lui a pourtant promis de partir définitivement en bateau avec elle. Pour tromper son ennui, la jeune femme décide de changer de vie et de partir au Chili avec Louis, un de ses amants. Le jour du départ, Julie attend en vain au bord d'une route qu'il vienne la chercher. Et pour cause puisqu'il a été assassiné.

## Fiche technique
- Titre : Mortel Été
- Réalisation : Denis Malleval
- Scénario : Johanne Rigoulot, d'après le roman Port-Paradis de Jean-Marie Laclavetine et Philippe Chauvet
- Musique : Jean Musy
- Image : Serge Dell'Amico
- Sociétés de production : Comic Strip Production
- Pays :  France
- Langue : Français
- Genre : Thriller
- Durée : 1 h 30 minutes
- Date de diffusion : 19 juin 2013 sur France 2 (rediffusion les 10 juin 2015, 23 août 2017 et 18 août 2021 sur la même chaîne)

## Distribution
- Aïssa Maïga : Julie
- Bruno Solo : Simon
- Bruno Debrandt : Fred
- Mermoz Melchior : Tony
- Nicolas Gob : Érik
- Nicolas Grandhomme : Alexis
- Lionnel Astier : Maxime
- Eliane Gallet : Sylvia
- Franck Adrien : Louveciennes
- Louis-Emmanuel Blanc : Depetrini
- Anaïs Fabre : Mélanie
- Jean-François Malet : Roland
- Anémone : Madame Spinelli
- ? : Louis Aquaviva (non crédité)

## Autour du film
- Aïssa Maïga a reçu le prix d'interprétation féminine au Festival de Luchon.

- Le téléfilm a été tourné entre le 8 août et le 6 septembre 2012 dans les communes de Beauvoisin et de Saint-Gilles dans le Gard en Camargue.